# Nymphon stipulum
Nymphon stipulum är en havsspindelart som beskrevs av Child, C.A. 1990. Nymphon stipulum ingår i släktet Nymphon och familjen Nymphonidae. Inga underarter finns listade i Catalogue of Life.